# Johann Carbiner
Johann Carbiner (* Januar 1696 in Rostock; † 17. Juni 1769 in Bergen (Norwegen)) war ein deutscher Jurist und Sekretär des Hansekontors auf Bryggen in Bergen.

## Leben
Johann Carbiner studierte ab 1712 Rechtswissenschaften an der Universität Rostock. Von 1731 bis 1741 war er Sekretär der Bergenfahrer im Kontor in Bergen. Danach wurde er Kaufmann in Bergen, 1743 wirklicher Justizrat. Carbiner wurde in der Marienkirche in Bergen bestattet. Sein Nachfolger als Sekretär auf der Bryggen wurde 1741 Anton Ulrich Winckelmann.
In seinem Garten in Bergen hatte er einen Feigenbaum, der ihm zuweilen reife Feigen lieferte, was in diesen Breiten als so bemerkenswert galt, dass es Erik Pontoppidan der Jüngere in einer 1753 erschienenen natürlichen Historie von Norwegen vermerkte.